# Egernia rugosa
Espèce
Synonymes
- Egernia dosalis Mitchell, 1950

Statut de conservation UICN

 LC  : Préoccupation mineure
Egernia rugosa est une espèce de sauriens de la famille des Scincidae.

## Répartition
Cette espèce est endémique du Queensland en Australie.

## Description
C'est un petit saurien vivipare qui ne vit que dans une partie de l'Australie (nord-est du pays), dans des forêts sèches et ouvertes et dans certains milieux rocheux.

## État des populations
L'espèce est notamment menacée par les incendies volontaires et par un important projet minier (projet de plus grande mine du monde, en grande partie à ciel ouvert) qui pourrait s'implanter presque au cœur de son aire de répartition. 
Le 5 aout 2015, la cour australienne a rejeté les accords passés entre le ministre de l'environnement du Gouvernement fédéral et le porteur du projet (Adani), au motif que le ministre et son gouvernement n'avaient pas respecté le droit fédéral de l'Environnement relatif aux  espèces protégées rappelé par leur ministère ; notamment concernant deux espèces : le  scinque de Yakka et un serpent également endémique Denisonia maculata (classé "vulnérable" sur la liste rouge des espèces menacées de l'UICN). 
Cette non prise en compte par le gouvernement de l'article 487 (2) de la loi dite « EPBC Act », pour Environmental Protection and Biodiversity Act ) a été la source d'une importante controverse politique considérable (Vigilante lawfare,) et à faire reconsidérer sa proposition par le ministère lui-même. Néanmoins, le premier ministre qui a accusé les écologistes et associations de protection de la nature de « sabotage » de projet a finalement réautorisé le projet, à certaines conditions de respect de l'environnement. 